# Шультце, Иван Фёдорович
Иван Фёдорович Шультце (21 октября 1874, Санкт-Петербург — 1939, Ницца) — русский живописец-реалист, представитель русской школы люминизма вместе с А. И. Куинджи и К. Я. Крыжицким.

## Биография

### Ранние годы
Иван Федорович Шультце родился в Петербурге 21 октября 1874 года в семье обрусевших немцев (Шультце жили в России с XVIII века).

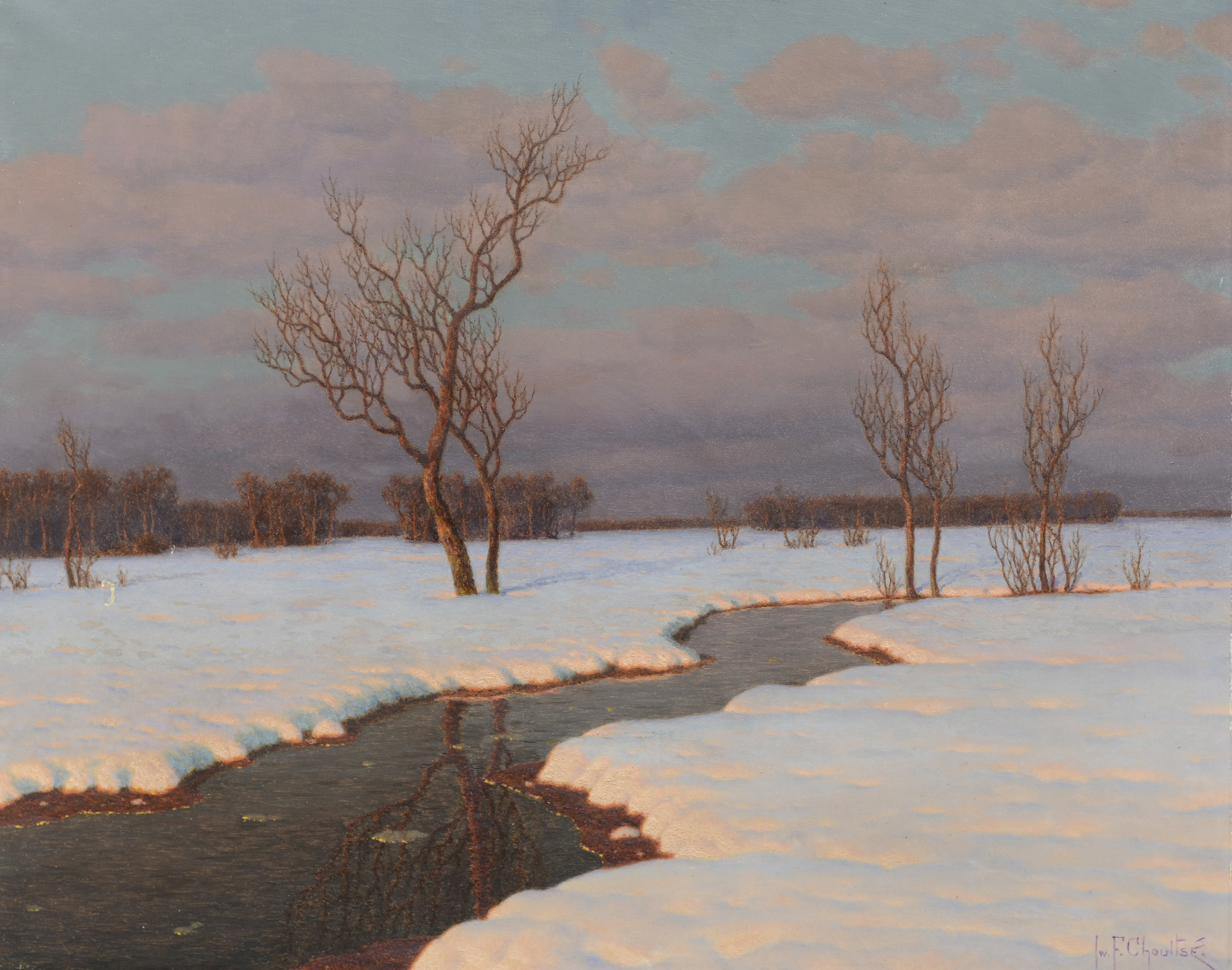

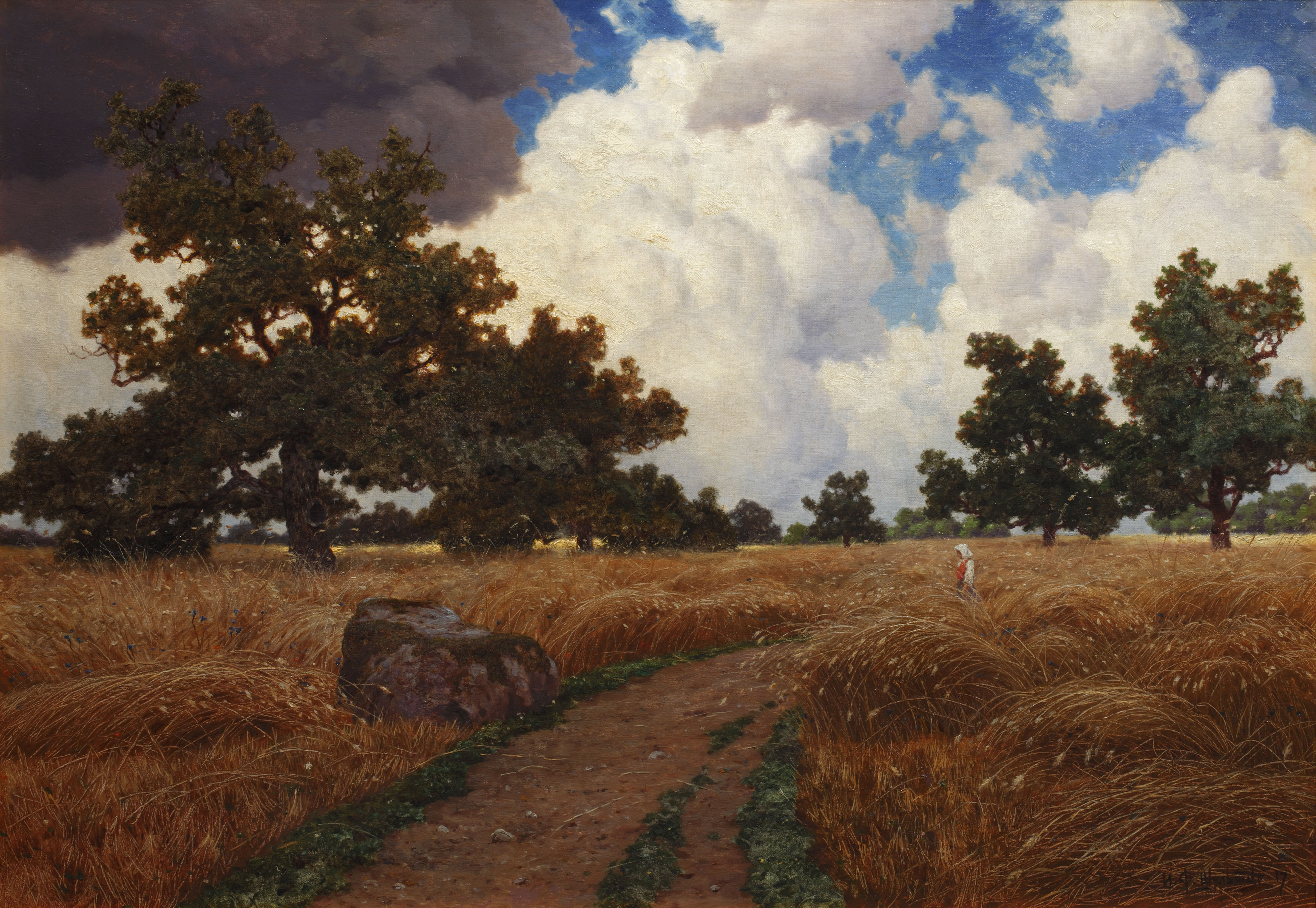
Влияние Калама на Шультце

Получив инженерное образование, Шультце сперва интересовался не искусством, а электричеством. Свои первые этюды он показал Константину Яковлевичу Крыжицкому (1858—1911), когда ему было уже за тридцать. Известный художник и член Академии художеств пригласил его к себе на учёбу. Помимо Крыжицкого на формирование Шультце как художника оказали немалое влияние Архип Иванович Куинджи (1841—1910) и швейцарский живописец Александр Калам (1810—1864).
Шультце ездил в 1907—1908 годах в экспедиции на о. Шпицберген, где написал большое количество арктических пейзажей, датированных этим годом (острова Датский и Медвежий, бухта св. Магдалены архипелага Шпицберген и т. д.). Согласно недавним опубликованным данным, Крыжицкий не был с Шультце в экспедиции на Шпицберген. Арктические диорамы Шультце экспонируются в музее Александра Кенига в Бонне в Германии[страница не указана 1304 дня].

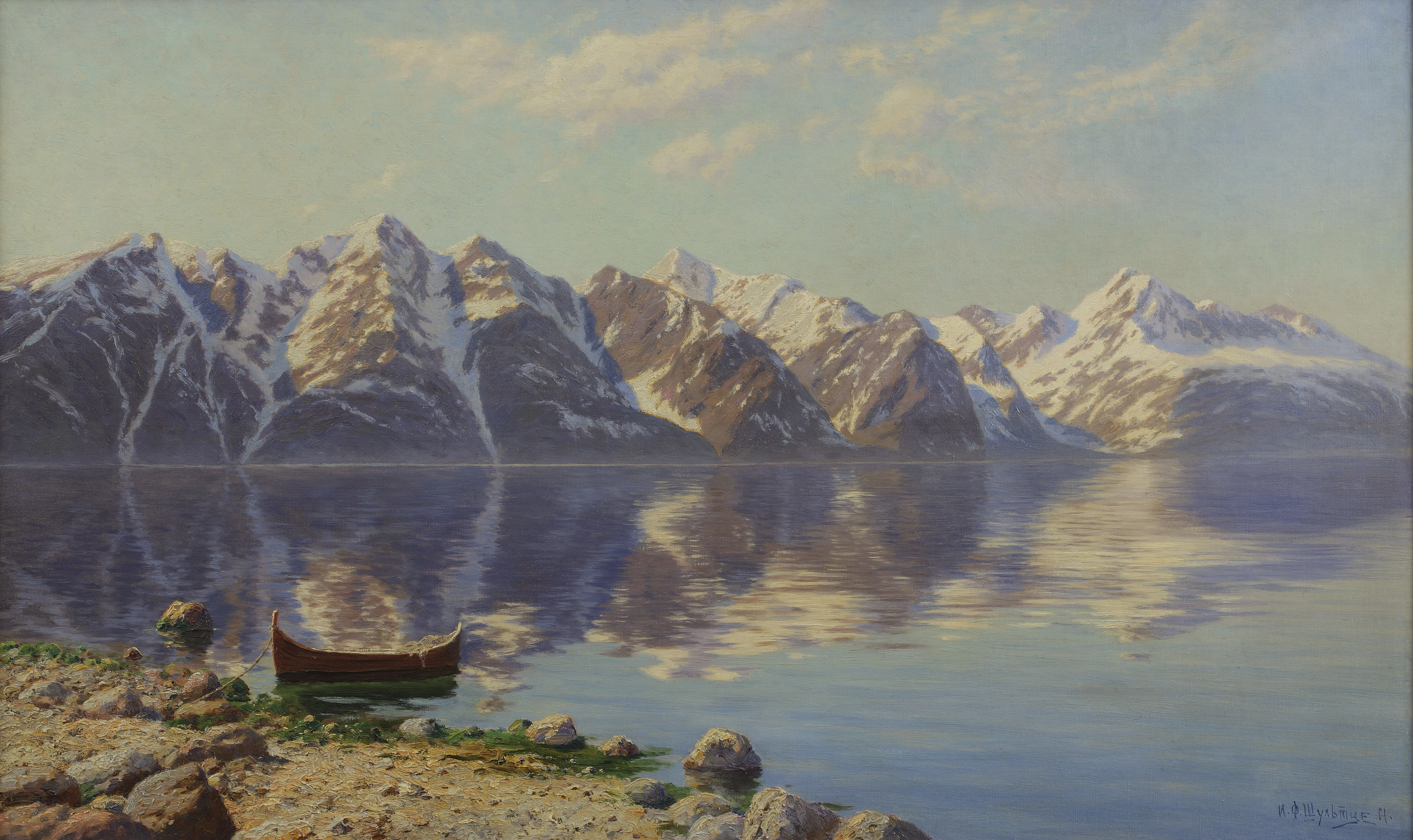
Шультце И. Ф. Лофотенские острова в июне. 1911

Близкое ученичество длилось недолго: в 1910 году умирает Куинджи, а в 1911 — покончил с собой Крыжицкий. Потеряв учителей, художник не потерял себя и приступил к отработке своего собственного художественного стиля.
Одна из учениц Крыжицкого, великая княгиня Ольга Александровна (1882—1960) основала после гибели учителя общество его памяти, и Шультце неоднократно участвовал в его выставках, проходивших в её дворце на ул. Сергеевской (ныне Чайковского), д.46/48.

Шультце И. Ф. Берег у Семеиза. Открытка

К 1916 году Иван Фёдорович получает широкое признание общества: его работы покупают Романовы (брат Николая II Михаил Александрович, великий князь Григорий Михайлович и другие); самого Николая II, как отмечал позже Шультце уже в эмиграции, пейзажи и натюрморты, которые не рассказывают никаких историй, вообще не интересовали. Несколько картин приобрёл Карл Фаберже (засвидетельствовано в описи его имущества 1918 года). Его успеху немало способствовало развитие открыток: пейзажи Шультце на «открытых письмах» разлетались по всей стране.

### Послереволюционный период и эмиграция

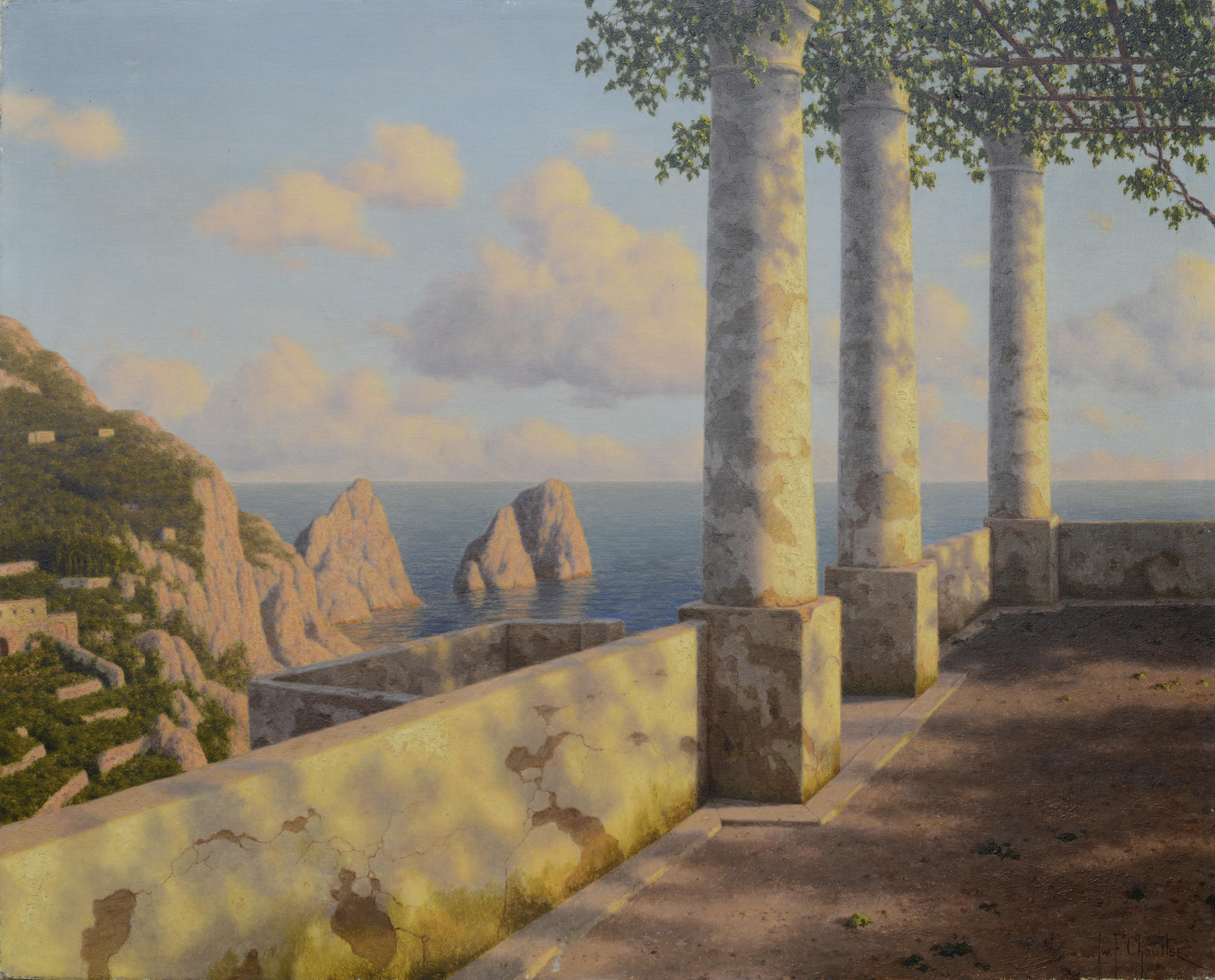
Шультце И. Ф. Скалы Фаральони

В революционный период Шультце принял решение о долгосрочной поездке в Европу. Он путешествовал и писал пейзажи с видами швейцарских Альп, юга Франции и севера Италии с 1917 по 1919 годы. В 1921 художник предпринимает последнюю попытку завоевать советскую аудиторию: в Петрограде он примыкает к обществу художников-индивидуалистов, членами которой были Исаак Израилевич Бродский (1883—1939), Иван Августович Вельц (1866—1926), Юлий Юльевич Клевер (1850—1924) и Александр Владимирович Маковский (1869—1924); участвует в двух первых выставках общества.

### Эмиграция во Францию (1921—1927)
Приехав в Париж, Шультце поселился на бульваре Перейр, 121, и начал попытки пробиться в художественную среду Парижа, в то время перенасыщенную благодаря как подъёму национальной живописи, так и иммиграции.
Первая персональная выставка Ивана Фёдоровича Шультце открылась 23 ноября 1922 года на улице де Боэси 2, представив публике 50 работ. В 1923 году на очередном, 136-м Парижском весеннем салоне галерея Леона Жерара выставила картину Шультце Soir de Novembre («Ноябрьский вечер»), год спустя там же, на 137-м салоне, увидела свет его работа Derniers Rayons («Последние лучи»). Персональные выставки Шультце проводил вместе с галереей Жерара ежегодно, вплоть до 1925 года. В конце 1927 года Шультце получает французское гражданство.

### Слава за пределами Франции
16 марта 1927 года открылась персональная выставка Шультце в лондонской галерее Arthur Tooth & Sons на Нью-Бонд-стрит, 155. Лондонский журнал The Studio (1927, Vol. 93) описывал это событие как сенсацию в области классического жанра. Шультце продемонстрировал новую для многих трактовку пейзажа и своим экстраординарным подходом вызвал волну интереса к старому жанру.

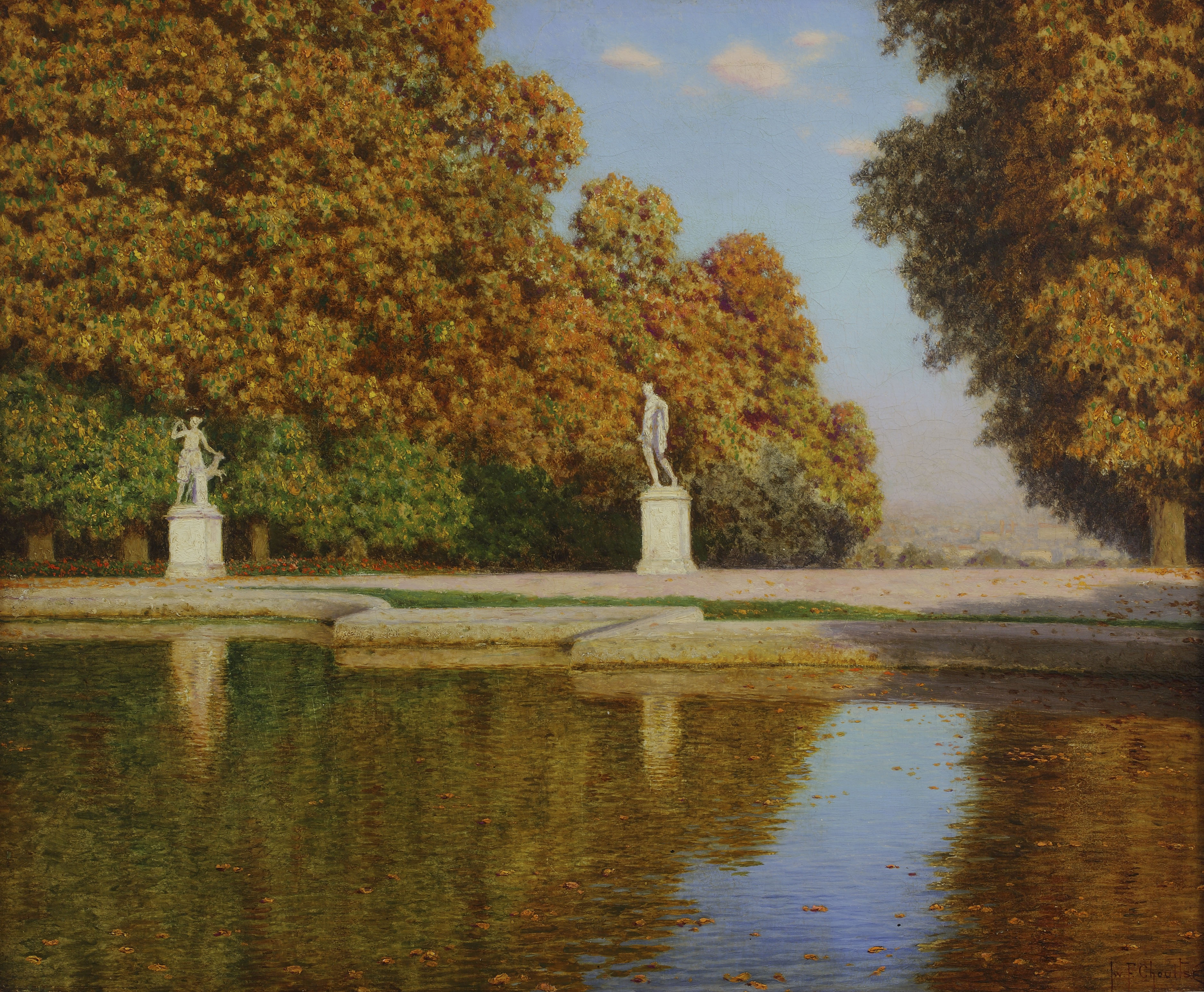
Шультце И. Ф. Париж

### Успех в Америке (1928 — начало 1930-х)
Вскоре европейская слава превратилась в мировую. Галерея видного деятеля французского и мирового художественного рынка Эдуарда Жонаса (Édouard Jonas), обладавшая выставочными залами не только в Париже, но и в Нью-Йорке, предложила на эксклюзивных началах представлять Ивана Федоровича Шультце в Америке. 1 декабря 1928 года в нью-йоркской галерее Édouard Jonas на Восточной 56-й улице, 9 открылась выставка работ Шультце, имевшая рекламный слоган It must be seen to be believed — «Нужно увидеть, чтобы поверить». С 15 ноября 1929 года по 1 января 1930 года в галерее Эдуарда Жонаса публике было представлено шестьдесят восемь работ художника. Картины охотно покупали, причём многие работы разошлись не только по американским городам, но и в Канаду, Аргентину, Мексику.
При этом Шультце по-прежнему оставался для американской публики «волшебником света», как выразился о нём в 1935 году один из критиков в связи с ретроспективой One Hundred and Fifty Years of Russian Painting («Сто пятьдесят лет русской живописи») в нью-йоркской галерее Hammer Galleries (The New York Times, 25 мая 1935 года). Не забыли о нём и во Франции: в 1930-х его работы стали предметом для подражания многих французских и не только художников. Иногда они просто копировали его композиции и стиль, например французский художник Серж Седрак (1878—1974), канадец Фрэнк Джонстон (1888—1949) или русский живописец Борис Бессонов (1862—1934).

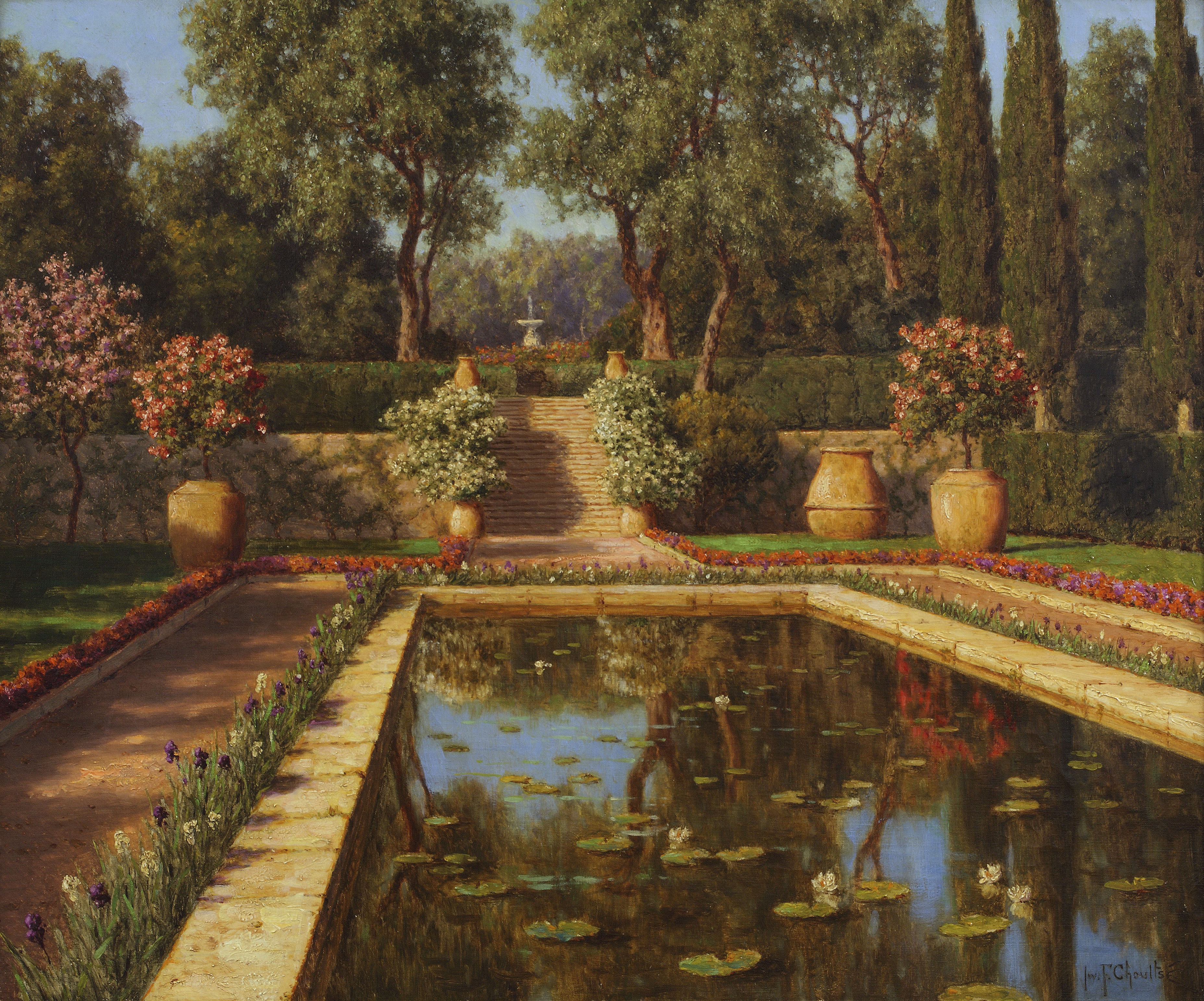
Шультце И. Ф. Сад в Ницце

### Жизнь в Ницце и смерть
В середине 1930-х годов Шультце переезжает в Ниццу. Последнее достоверное свидетельство о Шультце относится к его встрече 7 марта 1936 года с Александром Александровичем Гефтером (1885—1956), писателем-маринистом, художником, членом антибольшевистских подпольных организаций и видным масоном. Встреча состоялась в замке Бретон на улице Сент-Антуан, где часто собирались русские эмигранты. На его могиле на православном кладбище Кокад Ниццы указан 1939 год как год смерти.
Между тем, и после отъезда и смерти художника состоялось ещё несколько выставок его работ в Америке (Нью-Йорк, апрель 1936; Оклахома-сити, май-июнь 1938; Нью-Йорк, апрель 1940 и май 1943).
В российских музеях сегодня имеется весьма ограниченное количество работ художника (в том числе в Российском государственном музее Арктики и Антарктики в Санкт-Петербурге и в Дагестанском музее изобразительных искусств), тогда как в американских и канадских собраниях они представлены значительно лучше — например, в Музее Хиллвуд в Вашингтоне, Музее искусств Вашингтонского государственного университета, Музее искусств в Индианаполисе или Монреальском музее изящных искусств. Очень многие работы находятся в частных собраниях. Некоторые из них на постоянной основе экспонируются в «Центре Искусств. Москва».

## Живопись Шультце
Всю жизнь главным приоритетом живописи Шультце было воспевание природы: это земля, небо, луна, мир растений и, конечно же, ключевые для творчества Ивана Федоровича снег и вода. Мир Шультце — мир без людей и даже без животных. Наиболее часто в его творчестве встречаются зимние пейзажи, причём нередко не русские, а швейцарские. Его прозвали «волшебником света» за почти магический реализм его полотен. Изображение света и световых эффектов как лейтмотива творчества позволяет относить его живопись к люминизму (лат. lumen — свет).

## Выставки
При поддержке и деятельном участии Фонда И. Ф. Шультце (Цюрих) в России прошло несколько крупных выставок мастера.
В 2016 году в Самарском областном художественном музее прошла выставка «Волшебный свет Ивана Шультце».
В 2017 году в Москве состоялась первая масштабная выставка живописи Ивана Шультце в музее-усадьбе Муравьевых-Апостолов.
В 2018 году в «Центре Искусств. Москва» прошла выставка «Световая симфония» Ивана Федоровича Шультце. К выставке было подготовлено обширное биографическое исследование (каталог) жизни художника, содержащее искусствоведческие очерки и репродукции лучших картин Ивана Шультце из частных российских и европейских собраний.
В 2018 году в Нижнем Новгороде в Нижегородском государственном областном художественном музее состоялась выставка «Волшебный свет Ивана Шультце», к которой также был выпущен каталог-исследование.
С 17 июля по 10 октября 2021 года в Музее пейзажа в Плёсе проходит выставка «Иван Шультце. Архитектура света». К выставке при участии швейцарского Фонда И. Ф. Шультце и московского арт-пространства «Солодовня» подготовлен обстоятельный каталог с результатами новых исследований, посвященных жизни и творчеству Ивана Шультце.
«Центр Искусств. Москва» на постоянной основе экспонирует несколько ярких образцов живописи Ивана Шультце.

## Литература

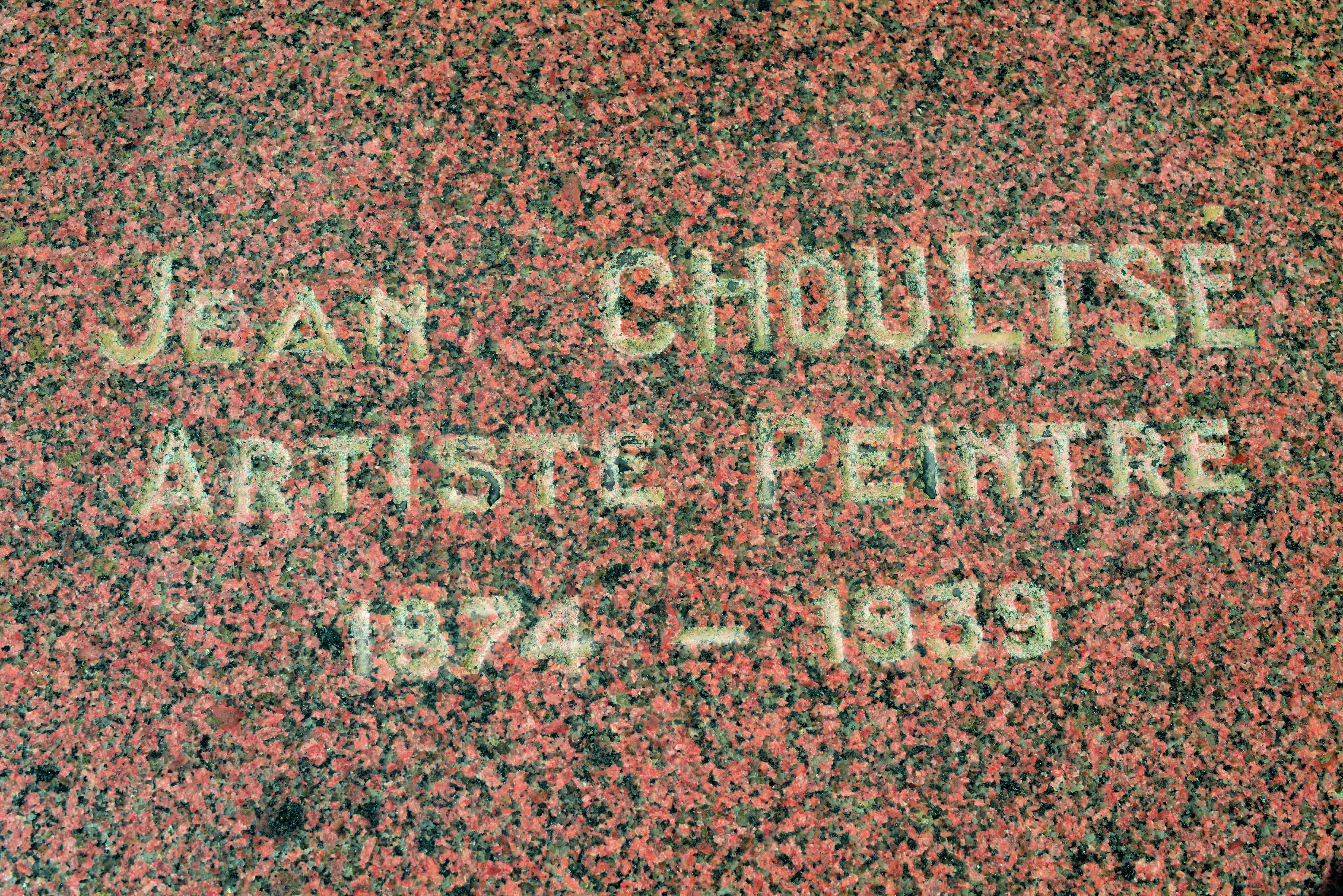
Надгробие И. Ф. Шультце, Ницца, Франция

## Адреса в Санкт-Петербурге
- Ул. Ленина, 19[11].